# Baptisia sphaerocarpa
Baptisia sphaerocarpa är en ärtväxtart som beskrevs av Thomas Nuttall. Baptisia sphaerocarpa ingår i släktet Baptisia och familjen ärtväxter. Inga underarter finns listade i Catalogue of Life.

## Bildgalleri

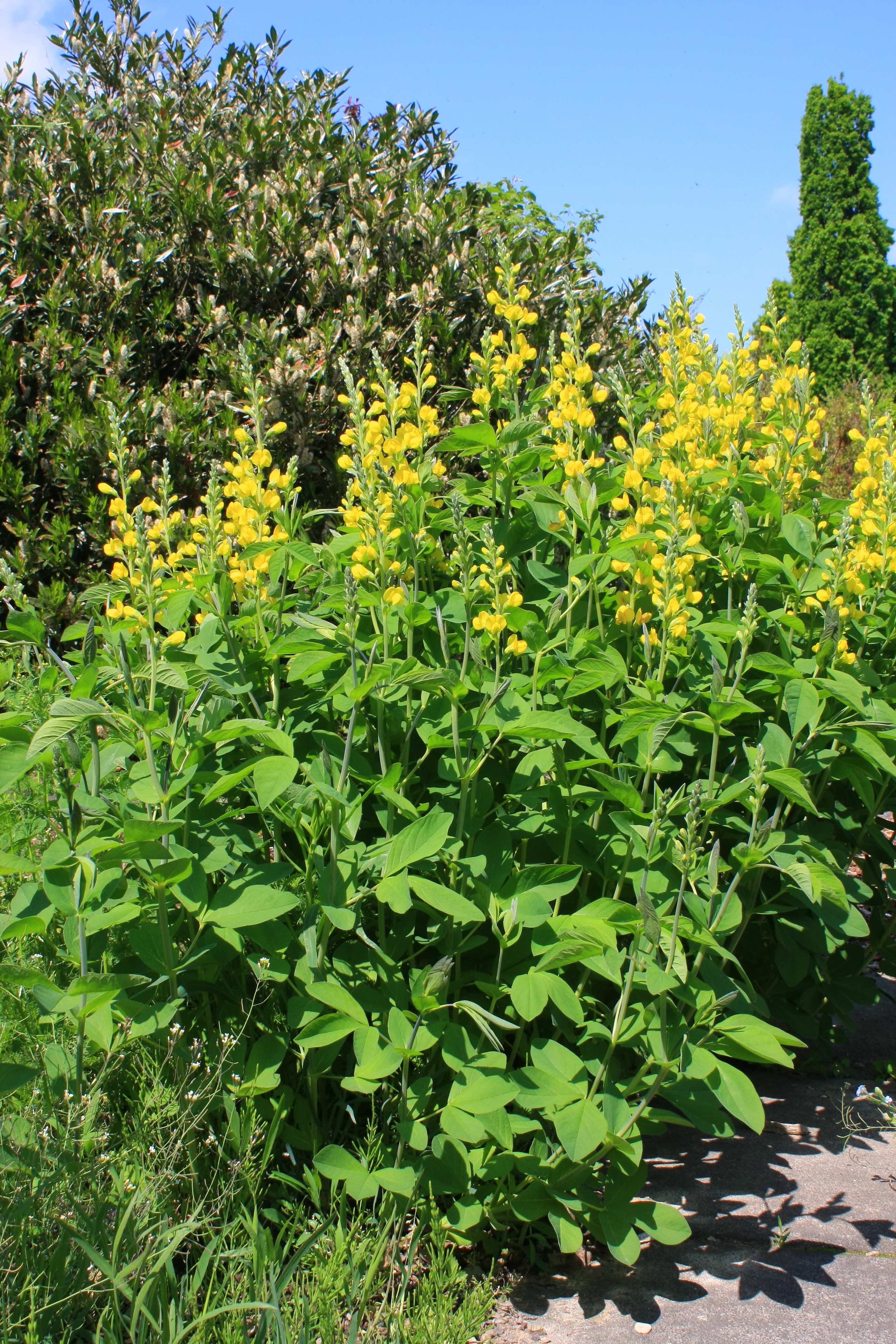